# Cyathea australis
Cyathea australis är en ormbunkeart. Cyathea australis ingår i släktet Cyathea och familjen Cyatheaceae.

## Underarter
Arten delas in i följande underarter:
- C. a. australis
- C. a. norfolkiensis

## Bildgalleri

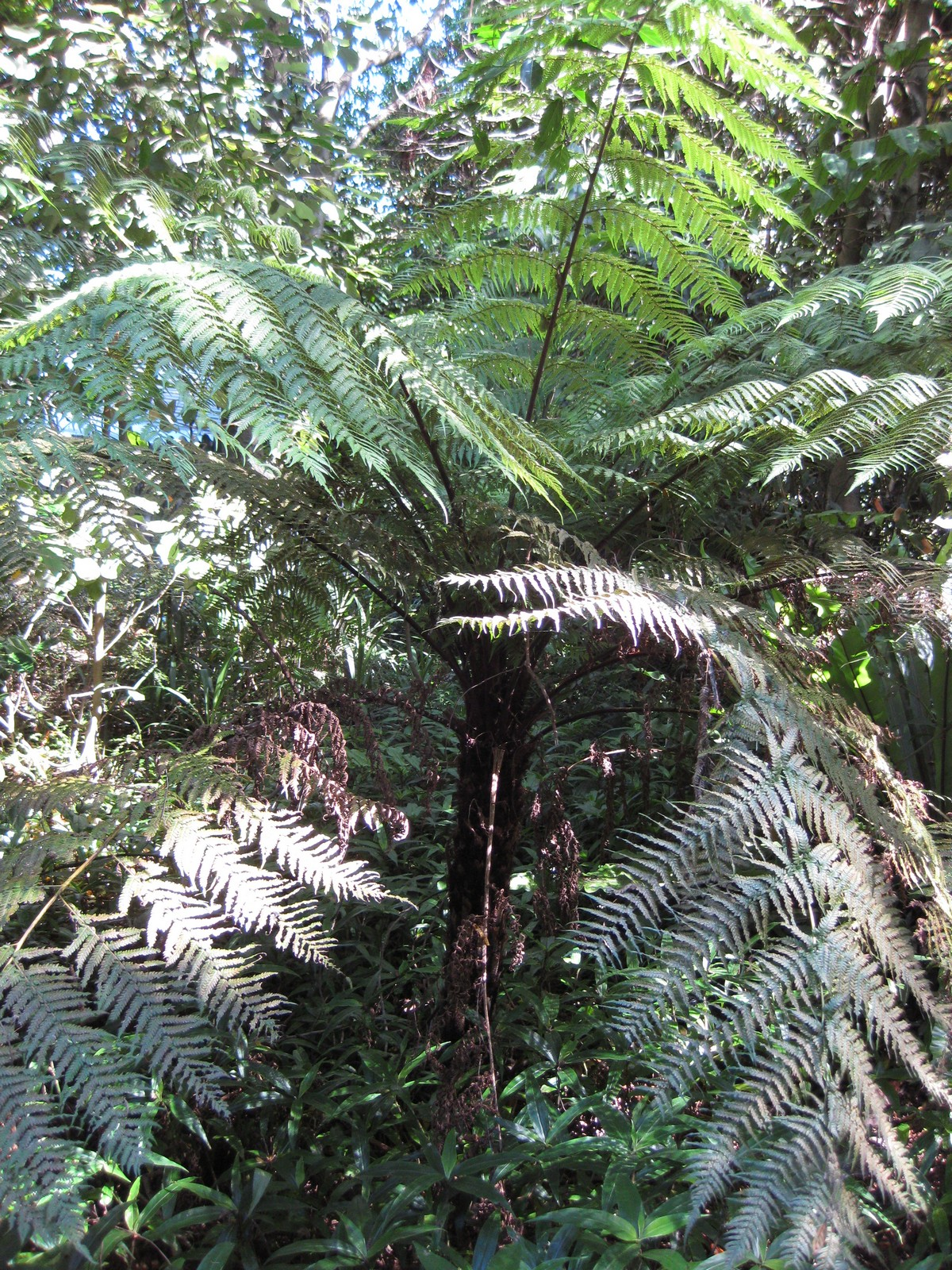
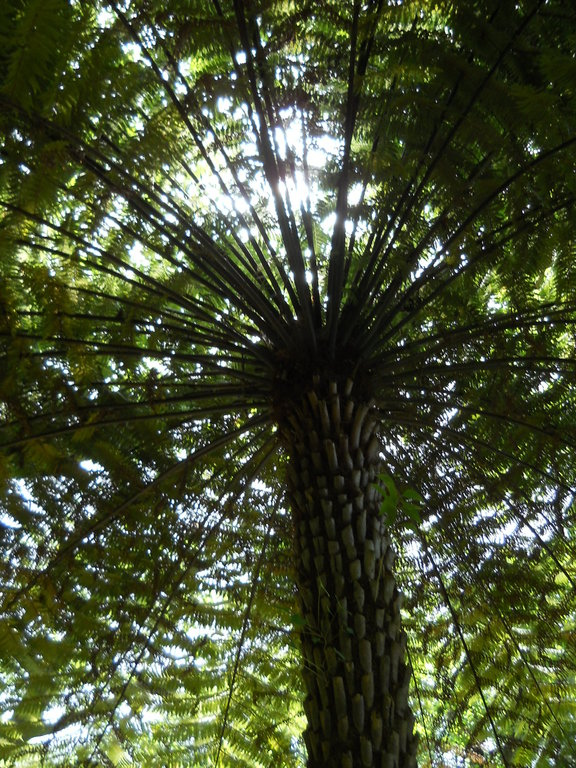
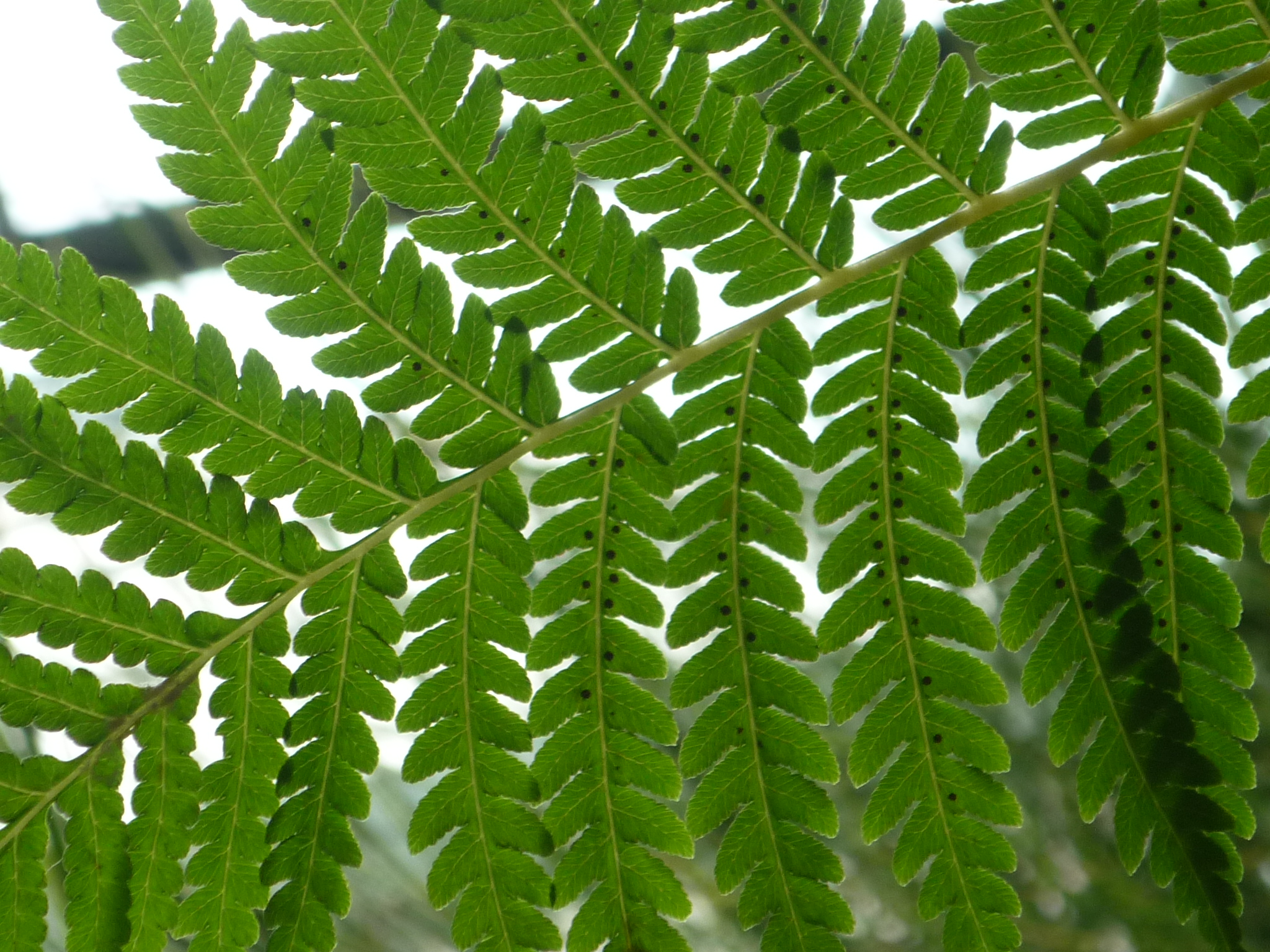
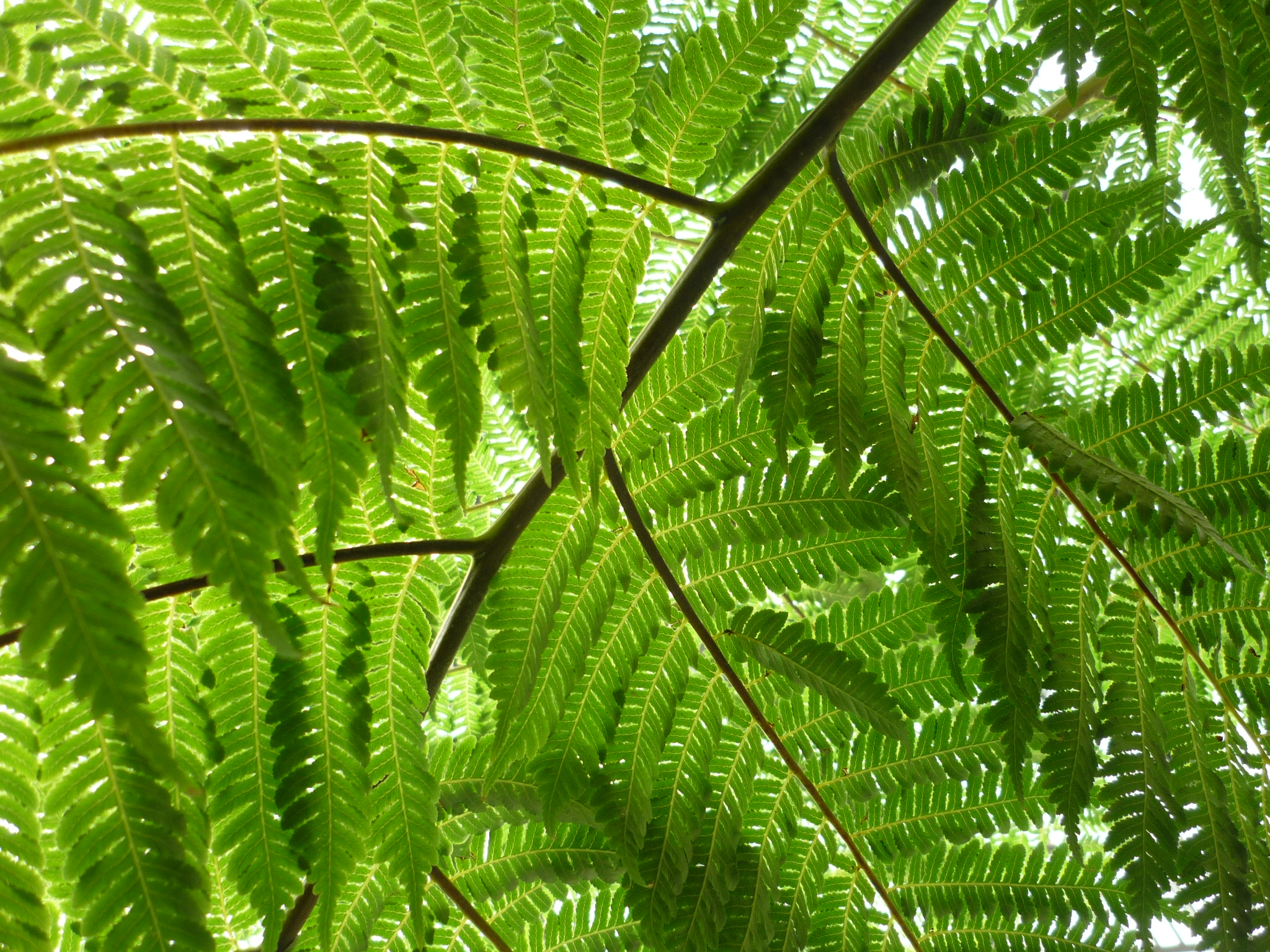
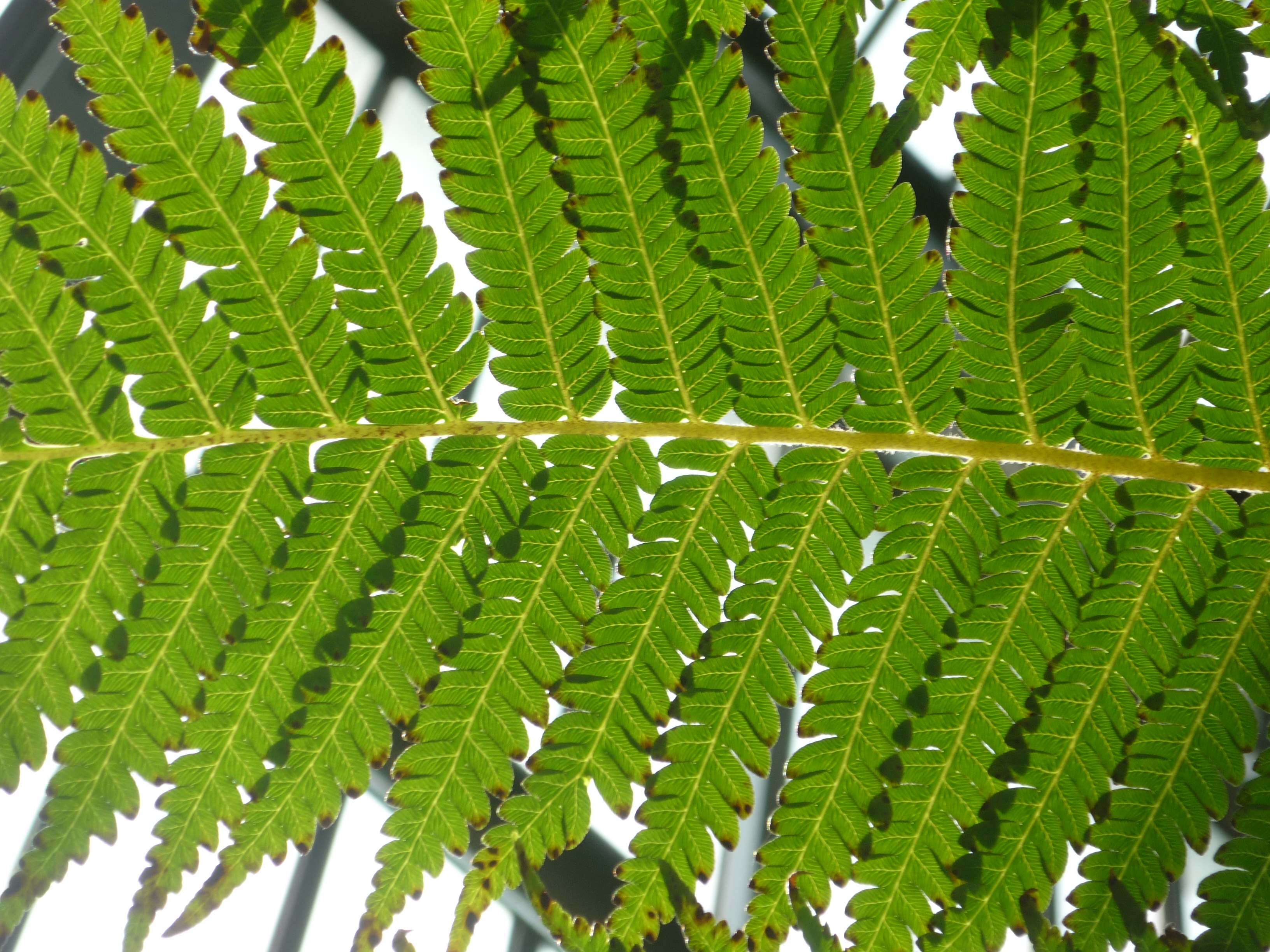
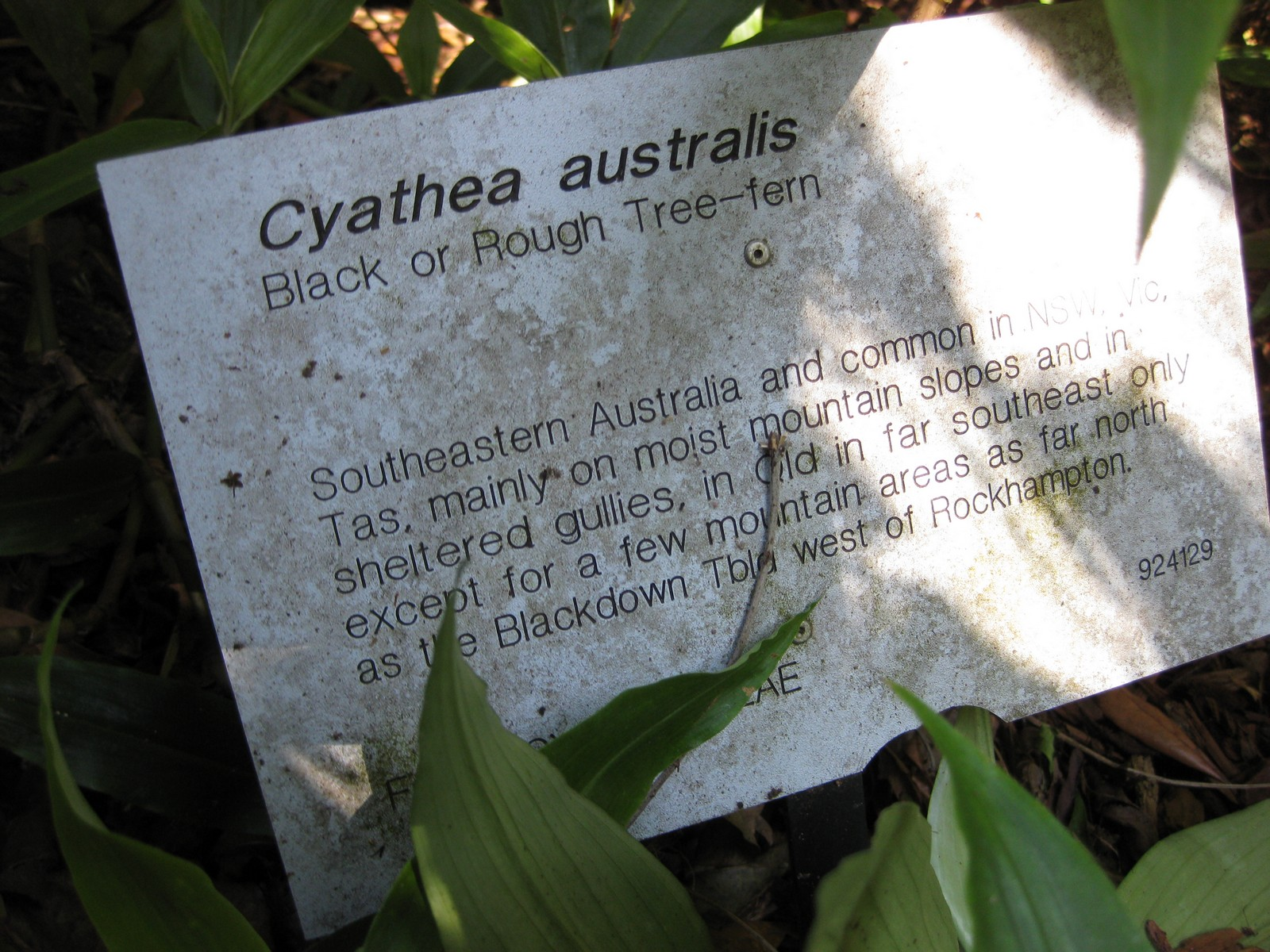